# Sebastian Kislinger
Sebastian Kislinger (Voitsberg, 1º agosto 1988) è uno snowboarder austriaco.

## Palmarès

### Coppa del Mondo
- Miglior piazzamento nella Coppa del Mondo di parallelo: 5º nel 2018
- Miglior piazzamento nella Coppa del Mondo di slalom parallelo: 3º nel 2018
- Miglior piazzamento nella Coppa del Mondo di slalom gigante parallelo: 7º nel 2017
- 3 podi:
  - 2 secondi posti
  - 1 terzo posto